# Kristian Kersting
Kristian Kersting (* 28. November 1973 in Cuxhaven) ist Professor für Künstliche Intelligenz und Maschinelles Lernen (AIML) am Fachbereich Informatik an der Technische Universität Darmstadt. 

## Leben
Kersting studierte Informatik an der Universität Freiburg, an der er 2006 promoviert wurde. An der Universität besuchte er einen Kurs über künstliche Intelligenz von Bernhard Nebel. Dies weckte sein Interesse für das Thema. Von 2008 bis 2012 leitete er eine Forschungsgruppe am Fraunhofer-Institut für Intelligente Analyse- und Informationssysteme. Anschließend wurde er Juniorprofessor an der Universität Bonn; danach erhielt er eine Professur für Data Mining an der Fakultät für Informatik, die er von 2013 bis 2017 am Fachbereich Informatik der Technischen Universität Dortmund innehatte. Ab 2017 war er Professor für Maschinelles Lernen und seit 2019 Professor für Künstliche Intelligenz und Maschinelles Lernen im Department of Computer Science and Centre for Cognitive Science der Technischen Universität Darmstadt. Zudem ist er der Leiter des Artificial Intelligence and Machine Learning Lab (AIML), Co-Direktor von hessian.AI, Hessisches Zentrum für Künstliche Intelligenz und Gründungsmitglied des KI-Klubs, der versucht das Wissen von führenden KI-Experten aus Deutschland für Politik, Presse und Öffentlichkeit als kompetente und fachlich diverse Informationsquelle zur Verfügung zu stellen.
Seit 2019 ist er Ordentlicher Professor für Künstliche Intelligenz und Maschinelles Lernen am Fachbereich Informatik der TU Darmstadt. Seit 2022 ist er Leiter des Forschungsbereichs "Grundlagen der Systemischen KI" (SAINT) am Deutschen Forschungszentrum für Künstliche Intelligenz (DFKI) in Darmstadt. 2024 ist er von der Association for the Advancement of Artificial Intelligence (AAAI) zum Fellow ernannt worden.
Kristian Kersting engagiert sich in zahlreichen Projekten, die mit KI-Forschung zusammenhängen, wie z. B. als Co-Sprecher der LOEWE Focus Area WhiteBox, die die Zwillingsdisziplinen KI und Kognitionswissenschaft zu "offenen Blackbox-Modellen" verbindet, als Co-Sprecher des HMWK-Clusterprojekts The Third Wave of AI (3AI), das sich mit System-KI beschäftigt oder als Forscher bei ATHENE, dem größten Forschungsinstitut für IT-Sicherheit in Europa.
Er ist Co-Sprecher des Exzellenzclusters Reasonable Artificial Intelligence, RAI (2026-32). 

## Forschungsschwerpunkte
Sein Forschungsschwerpunkt liegt unter anderem auf der Entwicklung von statistischer, relationaler künstlicher Intelligenz, der probabilistischen Programmierung, neurosymbolischen Lernen und tiefem, probabilistischen Lernen des „Maschinenlernens (ML)“ und deren konkrete Anwendungsmöglichkeiten in der Forschung (z. B. Neurowissenschaften, wie in hessian.AI) aber auch im alltäglichen Leben (z. B. ChatBots, wie in „Aleph Alpha“). 
In seinem Forschungsansatz beschäftigt er sich u. a. mit den Fragen, wie Computer aus z. T. komplexen Datensätzen wie Graphen aber auch unsicheren Datenbanken selbständig lernen können, Oder wie hierbei bereits vorhandenes Wissen ausgenutzt werden kann. Dabei geht es auch um die Frage, ob die gelernte Ergebnisse physikalisch plausibel sein können oder erst für den Menschen verständlich gemacht werden müssen. In diesem Zusammenhang geht es auch um die Frage nach den Möglichkeiten für ein kooperatives Lernen mit der Maschine. 
Zu diesem Zweck entwickeln er und sein Team vom Artificial Intelligence and Machine Learning Lab (AIML) an der TU Darmstadt neuartige Methoden des maschinellen Lernens (ML) und der künstlichen Intelligenz (KI). Hierzu werden neuartige Berechnungsmethoden entwickelt, die z. B. logische und probabilistische Techniken für die Suche sowie (tiefe) (un)überwachte und verstärkende Lernmethoden enthalten und kombinieren. 
Für dieses Vorhaben wird in dem Fachbereich Computer Science Department and Centre for Cognitive Science an der TU Darmstadt ein hohes Maß an Interdisziplinarität gefordert, da die Ergebnisse aus den kognitiven Neurowissenschaften und aus dem Maschinenlernen sich gegenseitig bei ihrer Forschungsarbeit unterstützen können. Dies drückt sich auch in interdisziplinären Cluster-Projekten, wie z. B. "The Adaptive Mind" oder "WhiteBox" aus.
Sein Forschungsgebiet betrifft die effiziente Wissensentdeckung in großen, komplexen und unsicheren Datenmengen, mit deren Methoden er unter anderem Anwendungen in der Medizin, der Phänotypisierung von Pflanzen, der Verkehrsprognose und des kollektiven Verhaltens von Menschen angeht.

## Auszeichnungen
Im Jahr 2006 erhielt er den AI Dissertation Award der European Association for Artificial Intelligence. Im Jahr 2008 erhielt er das Fraunhofer-Attract-Forschungsstipendium mit einem Budget von 2,5 Millionen Euro über fünf Jahre. Im Jahr 2019 wurde er zum Fellow der European Association for Artificial Intelligence (EurAI) und zum Fellow des European Laboratory for Learning and Intelligent Systems (ELLIS) ernannt. Für seine herausragenden wissenschaftlichen Leistungen auf dem Gebiet der Künstlichen Intelligenz erhielt er 2019 den mit 100.000 Euro dotierten Deutschen KI-Preis.

## Veröffentlichungen (Auswahl)

### Als Erstautor
- mit Luc De Raedt. (2001). Towards combining inductive logic programming with Bayesian networks. SpringerLink. doi:10.1007/3-540-44797-0_10
- mit Luc De Raedt. (2001). Adaptive Bayesian logic programs. SpringerLink. doi:10.1007/3-540-44797-0_9
- mit Christian Plagemann, Patrick Pfaff, Wolfram Burgard. (2007). Most likely heteroscedastic Gaussian process regression. ACM Digital Library. doi:10.1145/1273496.1273546
- mit Luc De Raedt. (2007). Bayesian Logic Programming: Theory and Tool. MIT Press Direct. doi:10.7551/mitpress/7432.003.0012
- mit Babak Ahmadi, Sriraam Natarajan. (2012). Counting belief propagation. arXiv. doi:10.48550/arXiv.1205.2637

### Andere
- mit Luc De Raedt. (2003). Probabilistic logic learning. ACM Digital Library. doi:10.1145/959242.959247
- mit Luc De Raedt. (2008). Probabilistic Inductive Logic Programming. SpringerLink. doi:10.1007/978-3-540-78652-8_1
- mit Sriraam Natarajan, Tushar Khot, Bernd Gutmann, Jude Shavlik. (2012). Gradient-based boosting for statistical relational learning: The relational dependency network case. SpringerLink. doi:10.1007/s10994-011-5244-9
- mit Marion Neumann, Roman Garnett, Christian Bauckhage. (2016). Propagation kernels: efficient graph kernels from propagated information. SpringerLink. doi:10.1007/s10994-015-5517-9
- mit Stefano Teso (2019). Explanatory Interactive Machine Learning. ACM Digital Library. doi:10.1145/3306618.3314293
- mit Benjamin Hilprecht, Andreas Schmidt, Moritz Kulessa, Alejandro Molina, Carsten Binnig. (2020). DeepDB: Learn from Data, not from Queries!. arXiv. doi:10.48550/arXiv.1909.00607
- mit Patrick Schramowski, Wolfgang Stammer, Stefano Teso, Anna Brugger, Franziska Herbert, Xiaoting Shao, Hans-Georg Luigs, Anne-Katrin Mahlein. (2020). Making deep neural networks right for the right scientific reasons by interacting with their explanations. nature machine intelligence. doi:10.1038/s42256-020-0212-3
- mit Marion Neumann, Christopher Morris, Nils M. Kriege, Franka Bause, Petra Mutzel. (2020). TUDataset: A collection of benchmark datasets for learning with graphs. arXiv. doi:10.48550/arXiv.2007.08663
- mit Luc De Raedt, Sriraam Natarajan, David Poole. (2022).Statistical relational artificial intelligence: Logic, probability, and computation. SpringerLink. doi:10.1007/978-3-031-01574-8

### Monographien
- Kristian Kersting: An Inductive Logic Programming Approach to Statistical Relational Learning. In: Frontiers in Artificial Intelligence and Applications, Band 148. IOS Press, Annotated Edition, Portland 2006, ISBN 978-1586036744 (256 S.)

### Editionen (Herausgeber, Mitherausgeber bzw. Mitbearbeiter)
- mit Christoph Lampert (Hrsgb.), Constantin Rothkopf (Hrsgb.). Wie Maschinen lernen: Künstliche Intelligenz verständlich erklärt. Springer, Berlin; 1. Aufl. 2019 Edition, ISBN 978-3658267629 (259 S.)
- mit Guy Van den Broeck (Hrsgb.), Sriraam Natarajan (Hrsgb.), David Poole (Hrsgb.). An Introduction to Lifted Probabilistic Inference (Neural Information Processing series). The MIT Press, Cambridge, Massachusetts 2021, ISBN 978-0262542593 (454 S.)